# Gare de Fougeré
Gare de Fougeré vasútállomás Franciaországban, Fougeré településen.

## Vasútvonalak
Az állomást az alábbi vasútvonalak érintik:
- Les Sables-d'Olonne–Tours-vasútvonal

## Kapcsolódó állomások
A vasútállomáshoz az alábbi állomások vannak a legközelebb:
- Gare de la Chaize-le-Vicomte (Gare des Sables-d'Olonne)
- Gare de Bournezeau (Gare de Loudun)